# Bandiera gialla (film 1937)
Bandiera gialla (Die gelbe Flagge) è un film del 1937 diretto da Gerhard Lamprecht. La sceneggiatura si basa su un romanzo di Fred Andreas e il film ha come interpreti principali Hans Albers, Olga Tschechowa, Dorothea Wieck e Rudolf Klein-Rogge.

## Trama
L'equipaggio di una nave in viaggio per il Sudamerica viene messo in quarantena a causa di un'epidemia di peste. Dolores, l'infermiera, si innamora di Peter Diercksen, un avventuriero al servizio del professor Cameron come capo di una spedizione. L'uomo, però, le preferisce Helen, una giornalista americana. Dolores, allora, falsa le analisi cliniche di Diercksen, inducendolo a credere di essere gravemente malato. Diercksen lascia Helen, e parte per Buenos Aires con Dolores. Ma lì, casualmente, scopre la verità. Ritornato in Sudamerica, salva Cameron e i sopravvissuti della spedizione che era stata attaccata dagli indigeni, ritrovando anche Helen.

## Produzione
Il film, che fu prodotto dalla berlinese Euphono-Film GmbH, fu girato in Jugoslavia.

## Distribuzione
In Germania, dove uscì il 12 ottobre 1937, il film fu distribuito dalla Märkische Film GmbH e dalla Willy Schneider Filmvertrieb. Distribuito internazionalmente, uscì in Ungheria (il 24 marzo 1938 con il titolo Sárga lobogó), in Spagna (il 22 luglio a Barcellona e il 19 agosto 1940 a Madrid come La bandera amarilla), in Francia (l'11 settembre 1942, ribattezzato Le Drapeau jaune). In Cecoslovacchia, fu distribuito dalla Beda Heller e in Austria dalla Huschak & Company.
Nel dopoguerra, ne venne fatta una riedizione che circolò nella Germania Ovest distribuita dalla Panorama-Film e dalla Bavaria-Filmverleih.